# أكاديمية لينسيان
أكاديمية لينسيان (بالإنجليزية: Accademia dei Lincei)‏ هي أكاديمية علوم، تأسست في 1602 في إيطاليا. وكان مؤسسها هو فيديريكو سيسي.